# Phylica alba
Phylica alba är en brakvedsväxtart som beskrevs av Neville Stuart Pillans. Phylica alba ingår i släktet Phylica och familjen brakvedsväxter. Inga underarter finns listade i Catalogue of Life.